# پل گاومیشان
پل گاومیشان؛طرح اولیه این پل مربوط به زمان هخامنشی است که پایه های آن نیز نمایان است.پل گاومیشان، یک پل باستانی مربوط به دوره ساسانیان است، که در زمان های پس از آن نیز مورد مرمت قرار گرفته است.مهمترین مرمت آن مربوط به بدر ابن حسنویه است. این پل در فاصله 20 کیلومتری  شرق شهر دره شهر دراستان ایلام و بر روی رودخانه گاماسیاو ساخته شده‌است. . خاص‌ترین ویژگی‌های این پل، عرض دهانهٔ یکی از طاق‌های آن است که در معماری باستان، عریض‌ترین قلمداد می‌شود.

## موقعیت جغرافیایی
مردم شهرستان دره‌شهر معتقدند این پل در این شهرستان قرار دارد.اثر در تاریخ ۳ اسفند ۱۳۷۷ با شمارهٔ ثبت ۲۲۲۲ به‌عنوان یکی از آثار ملی ایران استان ایلام به ثبت رسیده ‌استبه عنوان یکی از جاذبه‌های گردشگری استان ایلام نیز معرفی شده‌است.

## مشخصات
طول این پل که از بناهای دوره ساسانی است حدود ۱۷۵ متر و عرض گذر سطح پل نزدیک به ۸ متر و۲۰ سانتیمتر است و در حال حاضر دارای ۶ چشمه طاق می‌باشد. پهنای پاتاقها، یا حدفاصل چشمه از ۵/۲ تا ۲۵ متر متغیر است. عرض چشمه اصلی این پل حدود ۳۳ متر و ۷۰ سانتیمتر، دهانه پل گاومیشان با بیش از ۵۰ متر عرض بزرگترین دهانه پل کشور است. هر چند که یکی از این دهانه‌ها بعد از عقب‌نشینی سپاه ایران در جریان حمله اعراب به ایران تخریب شد. در مورد مصالح باید گفته که مصالح اصلی آن ملاط، آجر و سنگ تشکیل می‌دهند. معماری پاتاقها به سبک معماری ساسانی است اما در چشمه طاقها آثار مرمت دوره‌های صفوی و قاجار دیده می‌شود.

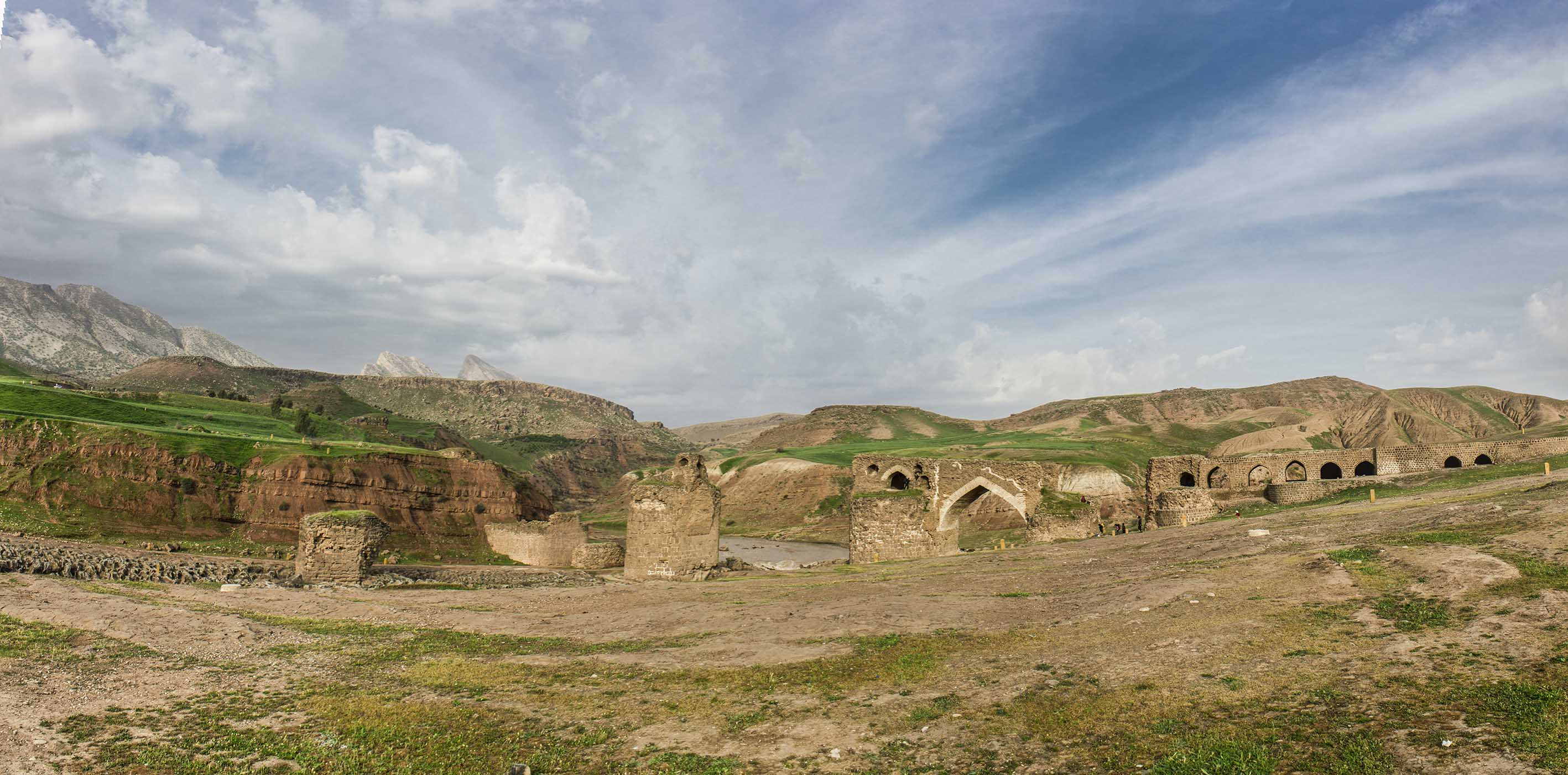
نمایی از پل گاومیشان در سال ۲۰۱۵

## مرمت
اختلاف بر سر تملک پل گاومیشان میان استان ایلام و لرستان در سال ۱۳۸۴ عملیات مرمت و کاوش در این محوطه را متوقف گذاشت. تخریب در این پل ساسانی بحدی بود که فقط یک مرمت اضطراری می‌توانست آن را نجات دهد.
در اواخر سال ۱۳۸۴ پنجاه میلیون تومان از محل اعتبارات ملی برای بازسازی و مرمت پل تاریخی «گاومیشان» در استان ایلام در اختیار اداره کل میراث فرهنگی و گردشگری این استان قرار گرفت.
نخستین فصل مرمت پل گاومیشان در سال ۱۳۸۷ به پایان رسید.